# 등급 가군
환론에서 등급 가군(等級加群, 영어: graded module)은 등급이 붙어, 등급환이 (왼쪽 또는 오른쪽에서) 작용할 수 있는 가군이다.

## 정의
다음 데이터가 주어졌다고 하자.
- 모노이드 {\displaystyle (I,\cdot ,1)}
- {\displaystyle I}-등급환 {\displaystyle \textstyle R=\bigoplus _{i\in I}R_{i}}

그렇다면, {\displaystyle R} 위의 왼쪽 등급 가군은 다음과 같은 데이터로 주어진다.
- 아벨 군의 족 {\displaystyle (M_{i})_{i\in I}}. 또한, {\displaystyle \textstyle M=\bigoplus _{i\in I}M_{i}}로 표기하자.
- {\displaystyle M} 위의 {\displaystyle R}-왼쪽 가군 구조 {\displaystyle R\otimes _{\mathbb {Z} }M\to M}

이는 다음 조건을 만족시켜야 한다.
{\displaystyle R_{i}M_{j}\subseteq M_{ij}\qquad \forall i,j\in I}
마찬가지로, {\displaystyle R} 위의 오른쪽 등급 가군은 다음과 같은 데이터로 주어진다.
- 아벨 군의 족 {\displaystyle (M_{i})_{i\in I}}. 또한, {\displaystyle \textstyle M=\bigoplus _{i\in I}M_{i}}로 표기하자.
- {\displaystyle M} 위의 {\displaystyle R}-오른쪽 가군 구조 {\displaystyle M\otimes _{\mathbb {Z} }R\to M}

이는 다음 조건을 만족시켜야 한다.
{\displaystyle M_{i}R_{j}\subseteq M_{ij}\qquad \forall i,j\in I}
만약 {\displaystyle R_{1}}이 체일 때, {\displaystyle R}-등급 가군은 ({\displaystyle R_{0}}-벡터 공간이므로) 보통 {\displaystyle R}-등급 벡터 공간(等級vector空間, 영어: graded vector space)이라고 부른다.

### 등급 가군 준동형
두 {\displaystyle R}-왼쪽 등급 가군 {\displaystyle M}, {\displaystyle N} 사이의 준동형 {\displaystyle f\colon M\to N}은 다음 조건을 만족시키는 {\displaystyle R}-왼쪽 가군 준동형이다.
{\displaystyle f(M_{i})\subseteq N_{i}\qquad \forall i\in I}
두 {\displaystyle R}-오른쪽 등급 가군 사이의 준동형 역시 마찬가지로 정의된다.

## 연산

### 직합
{\displaystyle I}-등급환 {\displaystyle R} 위의 왼쪽 등급 가군들의 족 {\displaystyle (M^{a})^{a\in A}}이 주어졌을 때, 이들의 직합
{\displaystyle M=\bigoplus _{a\in A}M^{a}}
{\displaystyle M_{i}=\bigoplus _{a\in A}M_{i}^{a}\qquad \forall i\in I}
역시 {\displaystyle R}-왼쪽 등급 가군을 이룬다.
오른쪽 등급 가군의 경우도 마찬가지이다.

### 텐서곱
{\displaystyle I}-등급환 {\displaystyle R} 위의 두 왼쪽 등급 가군 {\displaystyle M}, {\displaystyle N}이 주어졌을 때, 그 텐서곱
{\displaystyle (M\otimes N)_{i}=\bigoplus _{j,k\in I\colon jk=i}M_{i}N_{j}}
을 정의할 수 있다. 이 역시 {\displaystyle R}-왼쪽 등급 가군을 이룬다.
오른쪽 등급 가군의 경우도 마찬가지이다.

### 뒤틂
{\displaystyle I}-등급환 {\displaystyle R} 위의 왼쪽 등급 가군 {\displaystyle M} 및 {\displaystyle i_{0}\in I}가 주어졌다고 하자. 그렇다면, {\displaystyle M}의 {\displaystyle i_{0}}-뒤틂(영어: twist) {\displaystyle M(i_{0})}은 다음과 같다.
{\displaystyle M(i_{0})_{i}=M_{ii_{0}}}
마찬가지로, {\displaystyle I}-등급환 {\displaystyle R} 위의 오른쪽 등급 가군 {\displaystyle M} 및 {\displaystyle i_{0}\in I}가 주어졌다고 하자. 그렇다면, {\displaystyle M}의 {\displaystyle i_{0}}-뒤틂(영어: twist) {\displaystyle M(i_{0})}은 다음과 같다.
{\displaystyle M(i_{0})_{i}=M_{i_{0}i}}

### 힐베르트-푸앵카레 급수
{\displaystyle \mathbb {N} }-등급환 {\displaystyle R} 위의 왼쪽 등급 가군 {\displaystyle M}의 힐베르트-푸앵카레 급수(영어: Hilbert–Poincaré series)는 (만약 존재한다면) 다음과 같다.
{\displaystyle p_{M}(t)=\sum _{i\in \mathbb {N} }\ell _{R_{0}}(M_{i})t^{i}\in \mathbb {Z} [[t]]}
여기서
- {\displaystyle \ell _{R_{0}}(-)}는 ({\displaystyle R_{0}}-왼쪽 가군으로서의) 길이이다. 만약 이것이 무한하다면 힐베르트-푸앵카레 급수는 존재하지 않는다.
- {\displaystyle \mathbb {Z} [[t]]}는 정수 계수 1변수 형식적 멱급수환이다.

## 예
체 {\displaystyle K}에 자명한 {\displaystyle \mathbb {Z} /2}-등급을 부여하였을 때, {\displaystyle K}-등급 가군
{\displaystyle V=V_{0}\oplus V_{1}}
은 {\displaystyle K}-초벡터 공간(영어: super-vector space)이라고 한다.
정수환 {\displaystyle \mathbb {Z} }에 자명한 등급을 부여하였을 때, 그 위의 등급 가군은 등급 아벨 군(영어: graded Abelian group)이라고 한다.

## 참고 문헌
- Nastasescu, C.; Van Oystaeyen, F. (2004). 《Methods of graded rings》. Lecture Notes in Mathematics (영어) 1836. Springer-Verlag. doi:10.1007/b94904. ISBN 978-3-540-20746-7. ISSN 0075-8434.
- Nastasescu, C.; Van Oystaeyen, F. (1982). 《Graded ring theory》 (영어). North-Holland.